# 北山文化

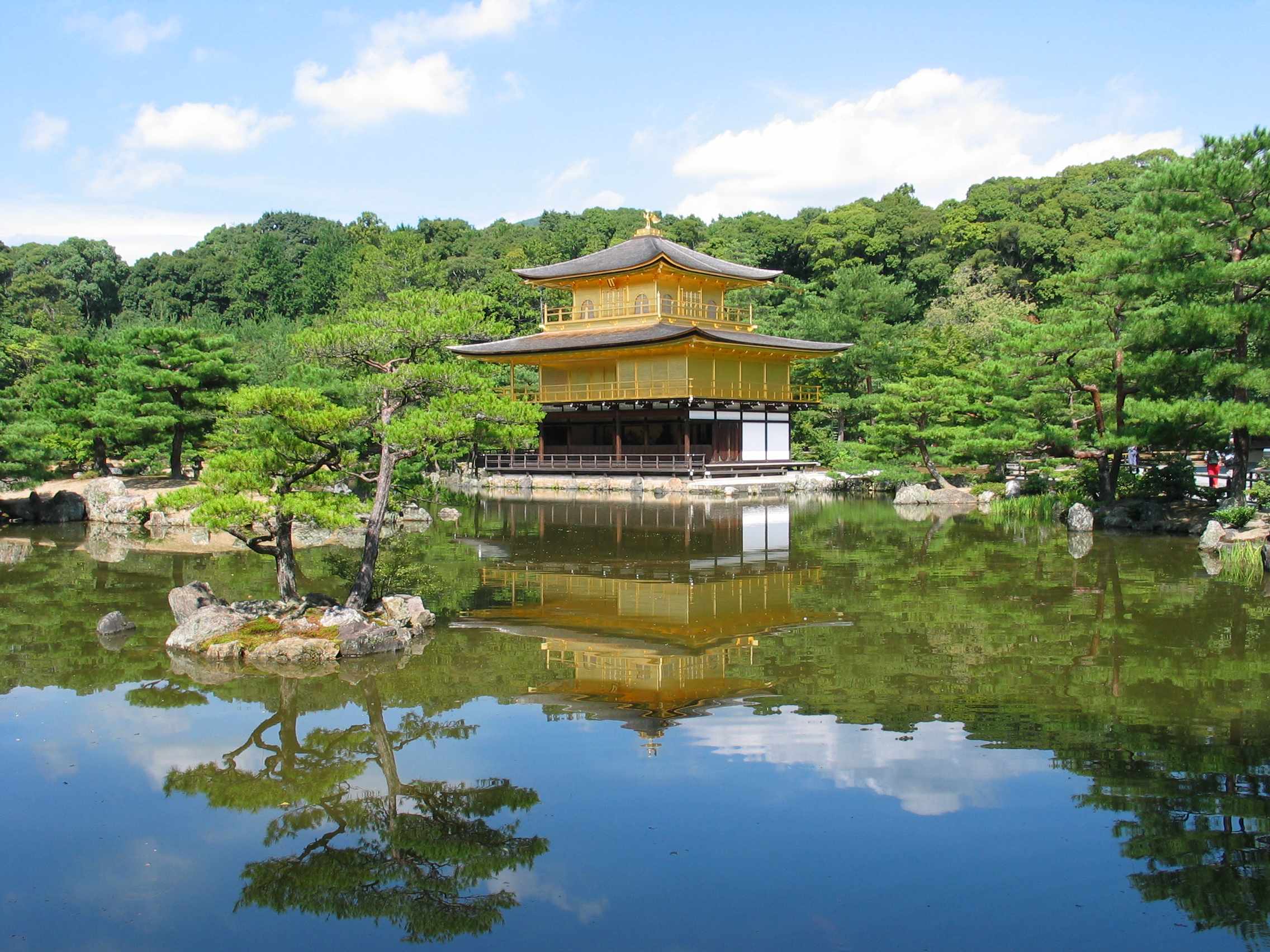
金閣寺

北山文化（きたやまぶんか）とは、室町時代初期の文化で、三代将軍足利義満（1358年～1408年）の北山山荘に代表され、14世紀末～15世紀前半までをさす。東山文化に対して使われる言葉である。
（→東山文化#室町文化）

## 特色
南北朝時代の動乱を経て、それまで伝統的であった公家文化と、新興の武家文化の融合が特色で、明との勘合貿易、禅宗を通じて大陸文化の影響も受けている。

## 建築
- 鹿苑寺金閣（1397年）：正式には鹿苑寺舎利殿。北山文化を代表するもので足利義満が北山に山荘を造営した（北山山荘は義満死後その法名をとって鹿苑寺となる）。一層が公家風の寝殿造で阿弥陀堂、二層が住宅風（俗説では武家造）、三層が禅宗様の仏殿風で仏舎利を置いた。1957年に焼失した。

## 彫刻

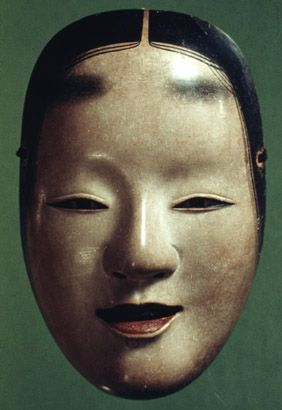
能面

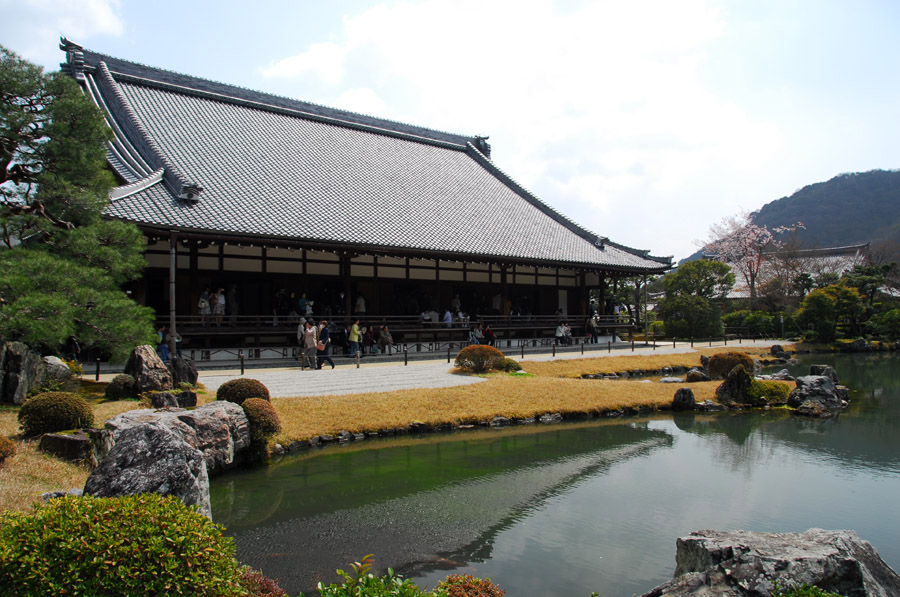
天龍寺

- 能面彫刻

## 文学
- 軍記物語
  - 太平記（1371年頃成立）
  - 難太平記（1402年）
- 五山文学
  - 義堂周信（1325年～1388年）
  - 絶海中津（1336年～1405年）
- 連歌
  - 二条良基：「菟玖波集」の撰（1356年）、また「応安新式」（1372年）では100句を基準とする長連歌の形式を定めた。

## 芸能
- 能：田楽、猿楽から、観阿弥・世阿弥親子により大成された。
- 狂言

## 宗教
禅宗の一派、臨済宗が幕府の保護によりさらに発展した。
- 安国寺、利生塔
- 天竜寺
- 五山の制

## 礼法
- 小笠原流
- 伊勢流
- 大草流庖丁道
- 折形